# Henk Baars
Henk Baars (ur. 3 sierpnia 1960 w Diessen) – holenderski kolarz przełajowy i górski, złoty medalista przełajowych mistrzostw świata.

## Kariera
Największy sukces w karierze Henk Baars osiągnął w 1990 roku, kiedy zdobył złoty medal w kategorii elite podczas przełajowych mistrzostw świata w Getxo. W zawodach tych wyprzedził bezpośrednio swego rodaka Adriego van der Poela oraz Francuza Bruno le Brasa. Był to jednak jedyny medal wywalczony przez niego na międzynarodowej imprezie tej rangi. W tej samej kategorii był też między czwarty na mistrzostwach świata w Gieten w 1991 roku oraz piąty na rozgrywanych dwa lata wcześniej mistrzostwach świata w Pontchâteau. Najlepsze wyniki w Pucharze Świata w kolarstwie przełajowym osiągnął w sezonie 1993/1994, kiedy zajął 21. miejsce w klasyfikacji generalnej. Startował także w kolarstwie górskim, zdobywając mistrzostwo kraju w 1989 roku. Nigdy nie wystąpił na igrzyskach olimpijskich.